# Wilhelm Blasius
Wilhelm August Heinrich Blasius (5 de julio de 1845, Brunswick - 31 de mayo de 1912) fue un ornitólogo alemán.

## Síntesis biográfica
Fue el segundo hijo del zoólogo alemán Johann Heinrich Blasius. Cursó estudios de medicina en Brunswick Gotinga y Zúrich, donde se graduó en 1868. En 1871 se hizo cargo del puesto de su padre como director del Museo de Historia Natural de Brunswick, y del Jardín Botánico de la Universidad Técnica de Brunswick. En 1872 fue nombrado profesor de zoología y botánica en la Universidad Técnica de Brunswick.
En 1874 fue elegido secretario de la Asociación de ornitólogos alemanes.

## Taxones
Los siguientes taxones fueron descriptos por primera vez por Blasius:
- Accipiter nanus (Blas, W, 1897)
- Pachycephala homeyeri (Blas, WH, 1890)
- Ciconia stormi (Blas, W, 1896)
- Arachnothera clarae (Blas, WH, 1890)
- Zosterops nehrkorni (Blas, 1888)
- Dicaeum nehrkorni (Blas, W, 1886)
- Ficedula platenae (Blas, W, 1888)
- Prioniturus platenae (Blas, W, 1888)
- Ptilocichla mindanensis (Blas, WH, 1890)
- Aramidopsis plateni (Blas, W, 1886)
- Stachyris plateni (Blas, WH, 1890)

Describió además los subtipos siguientes:
- Turnix suscitator haynaldi (Blas, W, 1888)
- Merops philippinus celebensis (Blas, W, 1885)
- Ducula aenea palawanensis (Blas, WH, 1888)
- Harpactes diardii sumatranus (Blas, W, 1896)
- Strix seloputo wiepkeni (Blas, W, 1888)
- Ceix lepidus margarethae (Blas, W, 1890)
- Dryocopus javensis suluensis (Blas, W, 1890)

## Algunas publicaciones
- 1883: Las aves de Borneo (con Friedrich Grabowsky) - idno cdl056 digitalizada
- 1884: Historia de los restos del Alca impennis Linn.
- 1891: Registros de fauna de Brunswick y áreas vecinas
- 1900: Registros de antropología de Brunswick y áreas vecinas
- 1903: La Gran Alca, Alca impennis L.: "Naumann, historia natural de las aves en Europa Central... Tomado de Vol. XII. "

## Abreviatura (zoología)
La abreviatura Blasius  se emplea para indicar a Wilhelm Blasius como autoridad en la descripción y taxonomía en zoología.

- Datos: Q64030
- Especies: Wilhelm August Heinrich Blasius